# Hummer
Den här sidan handlar om djuret hummer. För bilmärket, se Hummer (bilmärke).
Humrar (Nephropidae, tidigare Homaridae) är en familj tiofotade kräftdjur, som beskrevs av James Dwight Dana 1852. Enligt Catalogue of Life ingår humrar i överfamiljen Nephropoidea, ordningen tiofotade kräftdjur, klassen storkräftor, fylumet leddjur, och riket djur, men enligt Dyntaxa är tillhörigheten istället ordningen tiofotade kräftdjur, klassen storkräftor, fylumet leddjur, och riket djur. Enligt Catalogue of Life omfattar familjen Nephropidae 43 arter.
Humrar lever i saltvatten. Hummerns utbredningsområde sträcker sig vid den europeiska sidan av Atlanten från Tromsø till in i Medelhavet. På den amerikanska sidan av Atlanten förekommer andra med de europeiska humrarna närbesläktade arter, som skiljer sig från de europeiska genom en tagg på undersidan av pannhornet. I Sverige finns den i Skagerrak, Kattegatt och i norra delen av Öresund. Den lever på 10-30 meters djup på klippbottnar och algbevuxna steniga bottnar.
De första benparet, som är rörligt i olika riktningar, bär kraftigt utbildade, i genomskärning ovala gripsaxar ("klor"), den ena mycket större och med runda knölar på skärytan, avsedd att krossa födan, medan den andra är smalare och har en vassare skäryta. Denna asymmetri av gripsaxarna är 50:50 fördelat mellan en större gripsax på vänster eller höger sida, beroende på vilken sida som använts mest frekvent under uppväxten. Andra och tredje benparet är även de försedda med gripsaxar, medan 4:e och 5:e paren slutar med en enkel klo. De två bakersta benparen är vanligen de hummern använder för att förflytta sig. I vatten går hummern vanligen framåt på havsbottnen, men den kan även gå baklänges. Den kraftiga stjärten med sin i flera flikar delade stjärtfena använder hummern då den behöver fly för att snabbt simma bakåt i vattnet. På basen av 3:e respektive 5:e bröstbensparet mynnar könsorganen.
Parningen sker under sommaren och honan bevarar säden i en sädesbehållare över vintern. Följande sommar sker äggläggning och befruktning. Efter ytterligare cirka ett år kläcks äggen till larver, som lever pelagiskt, fritt omkringdrivande i vattnet 2–6 veckor, innan de söker sig ned till ett bottenlevande liv.

## Kladogram
Kladogram enligt Catalogue of Life och Dyntaxa:
| humrar | \| \| Acanthacaris \| \| \| \| \| \| Eunephrops \| \| \| \| \| \| Homarinus \| \| \| \| \| \| Homarus \| \| \| \| \| \| Metanephrops \| \| \| \| \| \| Nephropides \| \| \| \| \| \| Nephrops \| \| \| \| \| \| Nephropsis \| \| \| \| \| \| Thymopides \| \| \| \| \| \| Thymops \| \| \| \| \| \| Thymopsis \| \| \| \| |
|        | \| \| Acanthacaris \| \| \| \| \| \| Eunephrops \| \| \| \| \| \| Homarinus \| \| \| \| \| \| Homarus \| \| \| \| \| \| Metanephrops \| \| \| \| \| \| Nephropides \| \| \| \| \| \| Nephrops \| \| \| \| \| \| Nephropsis \| \| \| \| \| \| Thymopides \| \| \| \| \| \| Thymops \| \| \| \| \| \| Thymopsis \| \| \| \| |
|        | Thaumastochelidae |
|        | |
|        | Acanthacaris |
|        | |
|        | Eunephrops |
|        | |
|        | Homarinus |
|        | |
|        | Homarus |
|        | |
|        | Metanephrops |
|        | |
|        | Nephropides |
|        | |
|        | Nephrops |
|        | |
|        | Nephropsis |
|        | |
|        | Thymopides |
|        | |
|        | Thymops |
|        | |
|        | Thymopsis |
|        | |

|  | Acanthacaris |
|  |              |
|  | Eunephrops   |
|  |              |
|  | Homarinus    |
|  |              |
|  | Homarus      |
|  |              |
|  | Metanephrops |
|  |              |
|  | Nephropides  |
|  |              |
|  | Nephrops     |
|  |              |
|  | Nephropsis   |
|  |              |
|  | Thymopides   |
|  |              |
|  | Thymops      |
|  |              |
|  | Thymopsis    |
|  |              |

## Fiske i Sverige
I svenska vatten får hummer fiskas från och med klockan 07:00 den första måndagen efter 20 september, till och med den 30 november. Hur pass mycket hummer det finns i Sverige är ovisst. Antalet humrar tros ha varit som högst på 1980-talet, men sedan sjunkit till följd av ett ökat fisketryck. De flesta humrarna landas av fria fiskare, vilket gör det svårt att uppskatta mängden humrar som fiskas upp.
Idag är hummertina det enda tillåtna fiskeredskapet, i vilken man sedan ofta lägger en åtel/agn. Fiske med andra redskap, såsom ryssja, nät och kräftbur är förbjudet. Det är förbjudet att handplocka hummer, till exempel vid dykning. All hummer måste fångas med hummertina. Den som fiskar måste personligen både sätta ut och sedan vittja sina hummertinor. Att först sätta ut tinor och sedan låta en ställföreträdare vittja dem är alltså inte tillåtet. Efter fiske kan hummern förvaras levande i sump (en bur som ligger nedsänkt i vattnet inne vid bryggan) i väntan på försäljning/ätning. Däremot får sumpning inte användas perioden 10 maj - hummerpremiär.
Fiske efter honor som bär synlig rom är inte tillåten, och om en rombärande hummer fångas ska den omedelbart återutsättas i havet, på fångstplatsen. Detsamma gäller humrar som inte uppfyller minimimåttet: För hummer gäller minimimåttet 9 centimeter mätt från ögonhålans bakkant till huvudsköldens bakkant, mätt parallellt med mittlinjen (så kallad carapaxlängd).
På grund av höga hummerpriser (nära 1000 kr/kilot vid hummerpremiären) förekommer tjuvfiske veckorna före hummerpremiären. Reglerna är därför stränga: Inom kustvattenområdet är fiske med nät, ryssjor och tinor på 6-30 meters djup förbjudet från och med 15 september fram till hummerpremiären. Undantag: fiske med sillgarn, makrillgarn och hajgarn är tillåtet. Brott mot fiskereglerna ger böter eller fängelse.

## Hummer i matlagning

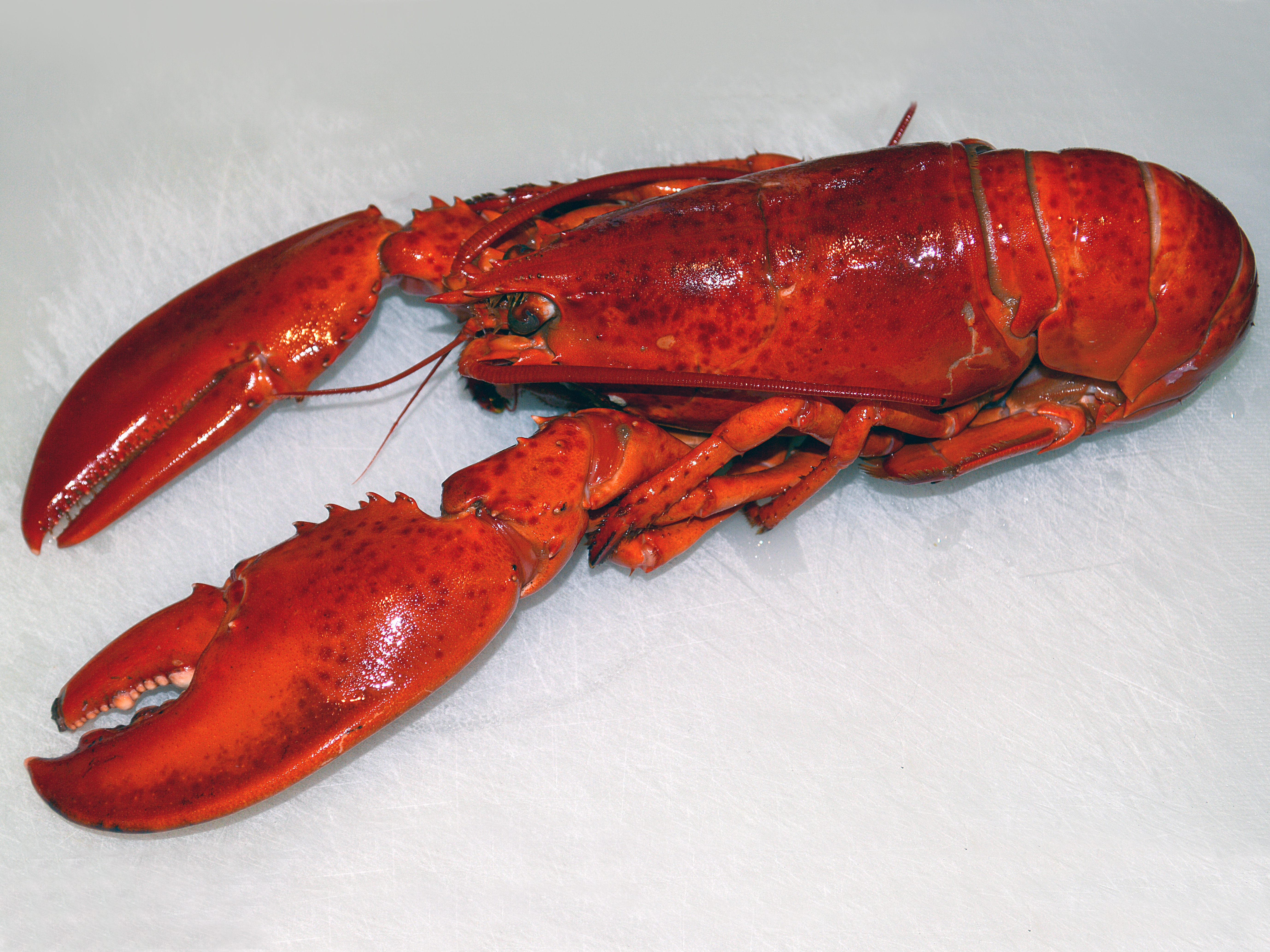
En kokt hummer

Hummer är en klassisk delikatess. Den serveras i Sverige oftast kokt: hel eller halverad och eventuellt ugnsgratinerad, eller som hummersoppa. I likhet med andra skaldjur bör hummern ätas färsk. I cajunköket grillas hummern ofta utan att kokas innan, dock ej levande, och kryddas starkt.
Riktigt exklusiva butiker, saluhallar och restauranger håller ibland humrar i akvarier, varur kunderna själva får välja hummer, innan den säljs och/eller tillagas.
Hummer är inte ett tillåtet födoämne enligt judisk religion eftersom den inte är kosher.

## Bildgalleri

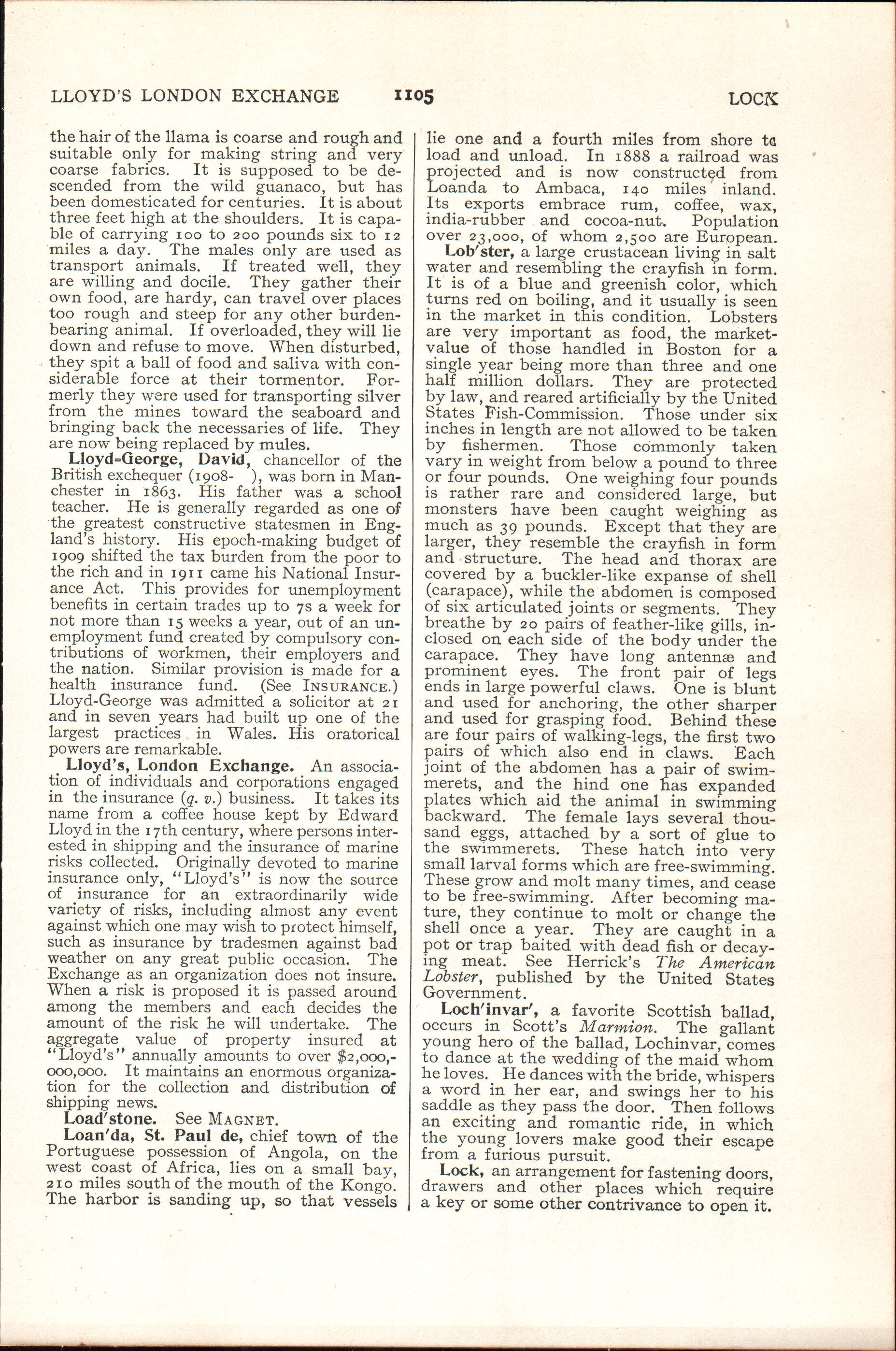
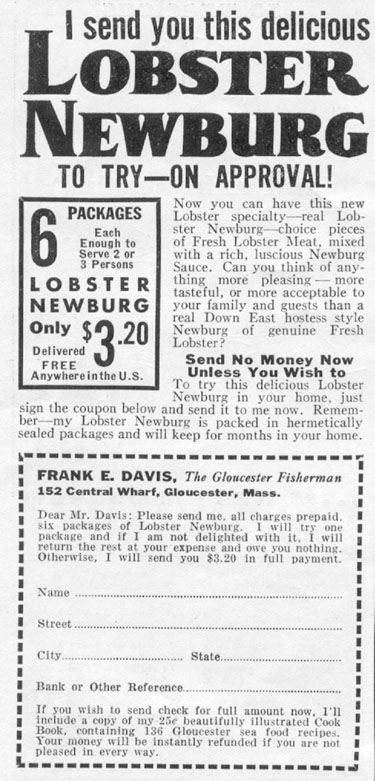
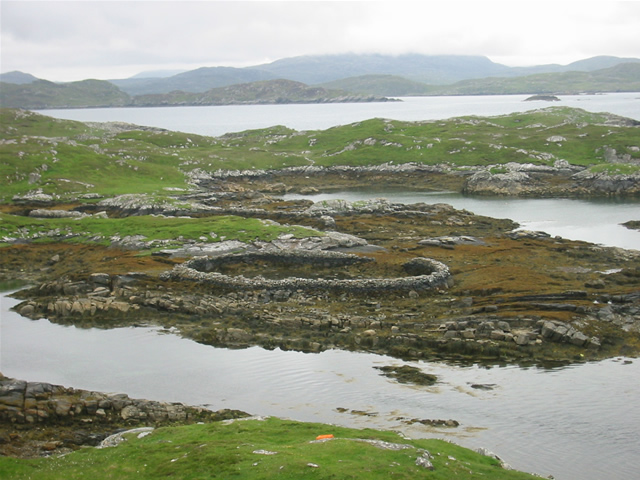
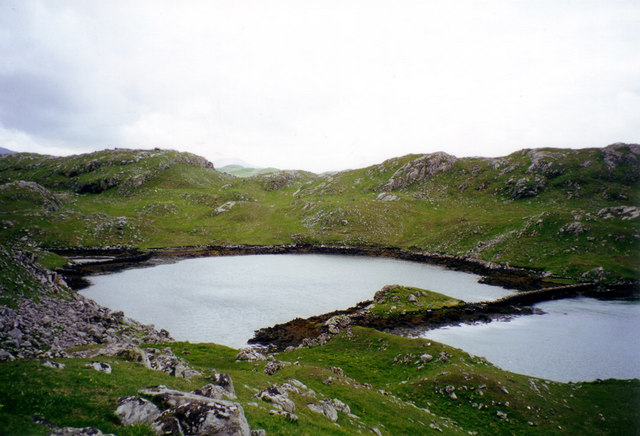